# Mazda B motor
A Mazda B motorcsalád egy kisméretű, vasöntvény, 4 hengeres motor. Szíjjal felülvezérelt SOHC vagy DOHC hengerfejjel. Hengerűrtartalom: 1138ccm-1839ccm között.

## B1
Az 1,1L (1,138 ccm) B1 (68.0x78.4 mm) motor csak szimpla vezérműtengelyes SOHC 8-szelepes. 1987–1989 között gyártották Mazda 121 később Kia Pride európai és Ázsiai piacra. 1991–1995 Mazda 121s európai piacra üzemanyag befecskendezővel.

## BJ
Az 1.3 L (1,290 ccm) BJ (78.0x67.5 mm) DOHC 16-szelpes motor, Csak a japán piacra gyártották Ford Festiva GT-X és GT-A (1989.03-1993.01, 1991. márciustól GT-A). Mazda's "EGi" single-point fuel injection üzemanyag befecskendező rendszerrel 88Le(65Kw)teljesítményű volt 7000-es fordulatszámon. Ez volt a rövid löketű verzió a B5/B6 motorcsaládban.

## B3

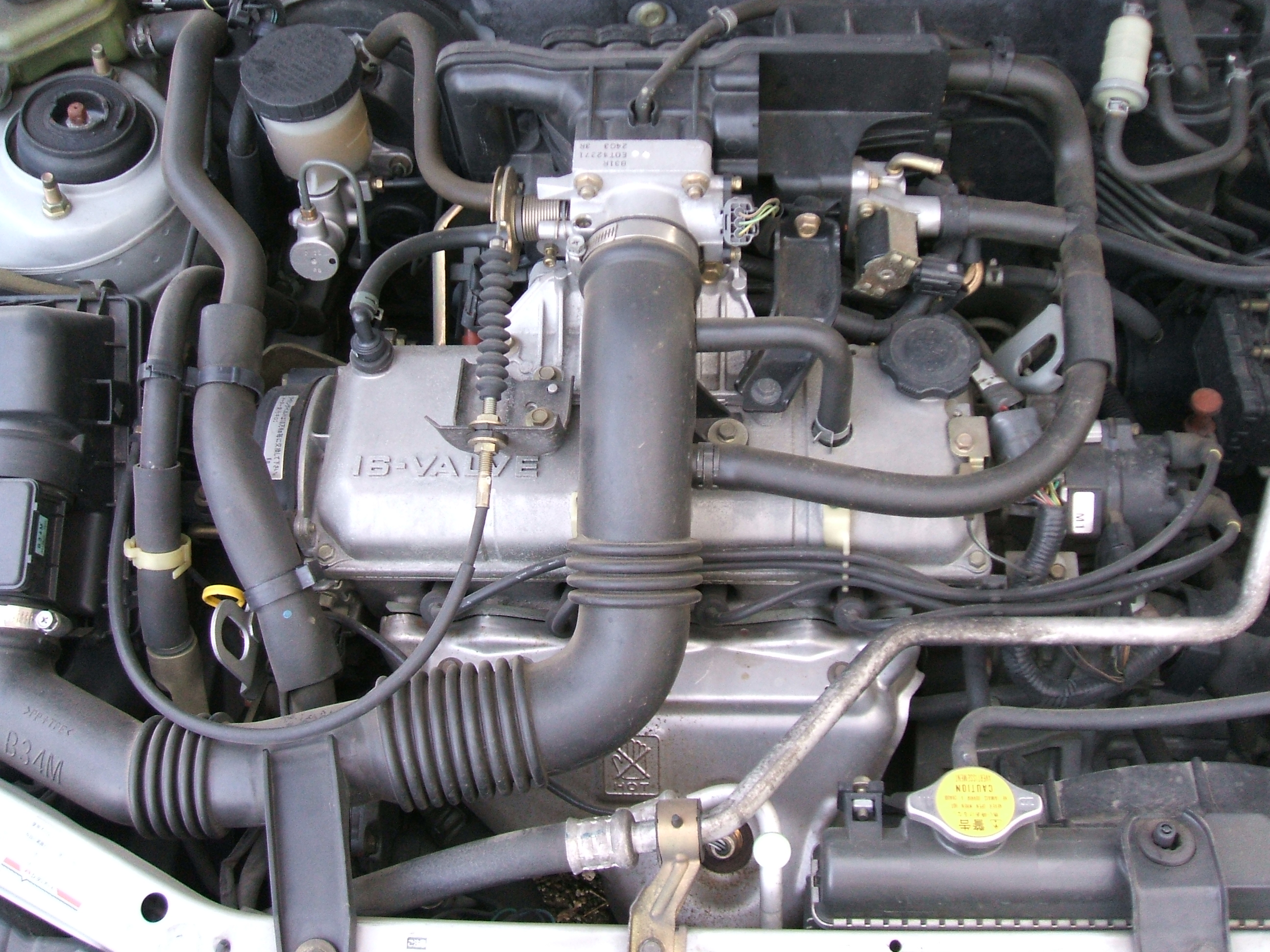
Mazda B3E

1.3 L (1,324 cc) B3 (71.0x83.6 mm). Létezik 1 vezérműtengelyes SOHC és dupla vezérműtengelyes DOHC változat ez található a Kia által gyártott 1988–1993 Ford Festiva-ban, és 1987–1989 Mazda Familia, az 1984–1986 Mazda 323, és az 1991–1998 Mazda 323 és 121 (54 hp és 72 hp verziók), és az 1987–1989 Ford Laser, és 1994–1997 Ford Aspire modellekben. Utolsó változat az 1999-es Mazda Demio-ban volt.
Teljesítmény: Üzemanyag befecskendezővel 63Le(47kW) / 5,000 rpm Nyomaték: 99Nm / 3,000 rpm Porlasztóval 58Le
Későbbi verzió (Mazda 323 1991–1998) teljesítmény 73Le(54kW) / 5,500 rpm, és 110Nm / 4,000 rpm

## B5
|          |       | Teljesítmény | Teljesítmény | Teljesítmény | Forgató nyomaték | Forgató nyomaték | Forgató nyomaték | Forgató nyomaték | Norm       | Üzemanyag rendszer | Típus                                                                                       | Forgalomba hozás |
| Le       | kW    | at rpm       | kgm          | Nm           | lbft             | at rpm           |                  |                  | Norm       | Üzemanyag rendszer | Típus                                                                                       | Forgalomba hozás |
| -------- | ----- | ------------ | ------------ | ------------ | ---------------- | ---------------- | ---------------- | ---------------- | ---------- | ------------------ | ------------------------------------------------------------------------------------------- | ---------------- |
| 8V SOHC  | B5    | 76           | 56           | 6,000        | 11.4             | 112              | 82               | 3,500            | JIS net    | carb               | 1987–1989 Familia BF/Ford Laser KE, 1987–1994 Familia BF Wagon, 1988.07-1989.02 Mazda Étude | JDM, NZ          |
| 8V SOHC  | B5    | 73           | 54           | 5,700        | 11.4             | 112              | 82               | 3,200            | ECE        | carb               | Familia BF Wagon                                                                            | EU               |
| 8V SOHC  | B5    | 82           | 60           | 5,500        | 12.2             | 120              | 88               | 2,500            |            | carb               | Timor S515                                                                                  | RI               |
| 8V SOHC  | B5    | 88           | 65           | 5,000        | 13.8             | 135              | 100              | 4,000            | DIN        | EGI                | 1992–1997 2nd gen. Ford Festiva                                                             | Aus              |
| 16V SOHC | B5-M  | 91           | 67           | 6,500        | 12.4             | 122              | 90               | 4,000            | JIS net    | carb               | 1989.02-1991.01 Familia BG, 1989–1994 Ford Laser KF/KH                                      | JDM, NZ          |
| 16V SOHC | B5-MI | 88           | 65           | 6,500        | 12.0             | 118              | 87               | 4,000            | JIS net    | EGI-S              | 1991–1998 Autozam Revue                                                                     | JDM              |
| 16V SOHC | B5-MI | 94           | 69           | 6,500        | 12.5             | 123              | 90               | 4,000            | JIS net    | EGI-S              | 1990.02-1994.06 Familia BG                                                                  | JDM              |
| 16V SOHC | B5-ME | 80           | 59           | 5,500        | 12.2             | 120              | 88               | 2,500            | ECE        | EFI                | 1992–1997 Kia Sephia                                                                        | EU               |
| 16V SOHC | B5-ME | 88           | 65           | 5,500        | 13.5             | 132              | 98               | 2,500            | JIS net KS | EFI                | 1992–1994 Kia Sephia                                                                        | RoK, others      |
| 16V SOHC | B5-ME | 92           | 68           | 5,500        | 13.5             | 132              | 98               | 2,500            | JIS net KS | EFI                | 1992–1994 Kia Sephia                                                                        | RoK, others      |
| 16V SOHC | B5-ME | 100          | 74           | 6,300        | 12.1             | 119              | 88               | 5,000            | JIS net KS | EFI                | 1993–2000 Ford Festiva/Kia Avella                                                           | JDM, RoK, others |
| 16V SOHC | B5-ME | 100          | 74           | 6,000        | 13.0             | 127              | 94               | 4,500            | JIS net    | EFI                | 1996–2002 Demio/Ford Festiva Mini Wagon                                                     | JDM              |
| 16V DOHC | B5-DE | 105          | 77           | 5,500        | 15.0             | 147              | 108              | 4,000            | KS         | EFI                | 1992–1997 Kia Sephia, Timor S515i DOHC                                                      | RoK, RI, others  |
| 16V DOHC | B5-DE | 110          | 81           | 6,500        | 12.9             | 127              | 93               | 5,500            | JIS net    | EFI                | 1989–1994 Familia BG and Astina, 1989–1994 Ford Laser KF/KH                                 | JDM              |

### 8-valve
1.5L (1498cc) B5 – (78.0x78.4 mm) – The SOHC 8-valve B5 upped the displacement to 1.5 L and was found in the 1987–1989 Mazda Familia, the 1987–1989 Ford Laser. It was also fitted to the Mazda Étude coupé and fifth generation BF-series Familia Wagon, as it continued in production until 1994 along the new BG. Dog

### 16-valve SOHC
There was also a 16-valve, SOHC B5-MI version of the B5, usually fitted with single-point fuel injection ("EGi"). This engine was mainly used in the Japanese domestic market. The B5-ME, equipped with electronic fuel injection, was used by Kia for several of their cars as well as in the Mazda Demio.

### 16-valve DOHC
1.5L (1498cc) B5D – (78.0x78.4 mm) – A Japanese-only variant of the B5 with fuel injection and revised head/intake system. Found in the 1989–1994 BG Familia and Ford Laser S. Power output is 120Le (88kW)at 6,500 rpm and 132Nm at 5,500 rpm. The Timor S515i also used a B5D, with 110 PS at 5,500 rpm and 145 Nm at 4,400 rpm without variable valve timing and with a 9.2:1 compression ratio. The B5D was also found in the Autozam AZ-3, a Japanese market version of the Mazda MX-3, where it produced 120PS (88kW).
- Later Familia 'Interplay X' versions (1994 on) have a B5-ZE engine which produces 125Le (92kW) at 7,000 rpm and 129Nm at 6,000 rpm[10]

## B6
1.6 L (1,597 ccm) B6 (78.0x83.6 mm) — B3 verzióból fejlesztették ki. A 8-szelepes SOHC B6 található a Mazda 323-ban 1985–1989 és 1990–1994 között, Mercury Tracer 1987–1990, a Mazda MX-3 1992, és a Ford Laser 1985–1990.
Japánban és Ausztráliában az üzemanyag befecskendezős verziókat B6F nek nevezték.

## B6-2E
1.6 L (1,597 ccm) B6-2E – (78.0x83.6 mm), Nevezik még mint B6-ME-nek is. A B6-E változat egy SOHC 16-szelepes hengerfejjel. Ez található a Mercury Capri-ban 1991–1994 , Mazda 3231 California-spec 992-1994 és Mazda MX-3 1992–1993. A B6-ME teljesítménye 88 Le (66 kW) és 130 Nm. A porlasztós változatot használták egy 4WD Japán verzióban teljesítménye 91 Le (67 kW) / 6,500 rpm és 127 Nm / 3,000 rpm.

## B6ZE(RS)
1.6 L (1,597 ccm) B6ZE(RS) – (78x83.6 mm) – A Mazda MX-5-höz fejlesztették (1989–93).
A DOCH 16-szelepes ötvözött alumínium hengerfej, könnyített főtengely és lendkerék teszi pörgőssé a motort. Maximális fordulatszám 7,200 percenként.
Teljesítmény 90, 110, 116 Le.
An aluminum sump with cooling fins is an unusual feature of this engine. A Japán változatban a hengerfejnek kompresszió aránya 9.4:1 a teljesítménye 115,1Le (84,6 kW) / 6,500 rpm és 136 Nm / 5,500 rpm.

## B8
Az 1.8 L (1,839 cc) B8 egy nagyobb hengerűrtartalmú B6. Furat 83mm löket 85mm. A SOHC motor változatát használták Ausztrál Mazda 323s-ben, az Amerikai 1990–1994 Mazda Protege-ben, és a Kanadai Mazda 323 3ajtós változatában. Volt 8 (B8-E) és 16-szelepes változat (B8-ME). 8.9:1 kompresszió viszony, a 6,000 rpm maximális fordulat, és multi-port üzemanyag befecskendező. Teljesítmény:
- 103 Le (77 kW), (USA /Kanada)
- 106 Le (78 kW) 5,300 rpm, 151 N·m / 4,000 rpm (Európa)

## BP
Az 1.8 L (1,839 cc) BP a DOHC változata a B8-as motornak.
- 1989–1994 Mazda Familia GT (Európa & Ausztrália)
- 1989–1994 Ford Laser TX3 (Ausztrália)
- 1990–1994 Mazda Protege LX (VICS)
- 1995–1998 Mazda Protege ES (Ausztrália: 1994–1998 323 Protege SE)
- 1990 Mazda Infini
- 1990–1991 és 1993 Mazda Protege GT (Kanada)
- 1990–1993 Mazda 323 (Európa)
- 1991–1996 Ford Escort GT és LX-E
- 1991–1996 Mercury Tracer LTS
- 1995–1997 Kia Sephia RS, LS, GS
- 1994–1998 Mazda Familia (Japán)
- 1994–1997 Mazda MX-5/Miata

## BPT
A BPT egy turbó feltöltős és intercooleres változata a BP-nek. Teljesítmény 180 Le (132 kW) / 6,000 rpm és 237 Nm / 4,000 rpm JDM-spec-ben 95 oktános Európai modellek csak 166 Le (122 kW) / 5,500 rpm és 219 Nm / 3,000 rpm.
It featured a vj20 turbocharger, sidemount intercooler, 330 cc blacktop injectors (high impedance). The standard BPT ecu had a boost cut at 11psi. The BPT versions of the Familia and Laser were only available in 4WD models, and featured an open front differential and an viscous LSD rear differential. This engine is rumoured to have been installed in some Mazda MX-5 Miata models. Also installed into (1990–1994) Mercury Capri's. Applications:
- 1989–1994 Mazda Familia GT-X (Japán)
- 1989–1994 Ford Laser TX3 turbo (Ausztrália)
- Ford Laser GT-X

## BP-4W
Az 1999 Mazda Mx-5(Miata/Eunos)-ben alkalmazták az átalakított BP motort (1839 ccm).

Az Egyesült Államokban 2004–2005 Mazdaspeed MX-5 turbo nem az új BP-Z3 motor került hanem a BP-4W teljesítmény 178 Le (133 kW) és 225 Nm kissé csökkentett kompresszióval. The Mazdaspeed turbo motor VICS nélküli.

## BP-Z3
Mazda 2001-től 1.8 L (1,839 cc) BP-Z3 (hívják még BP-VE) BP-4W motorcsalád változata. Fő alkatrészekben megegyezik a BP-4w-bel a hengerfej S-VT (Sequential Valve Timing) szívó oldali változó szelep vezérlést kapott, vezérműtengely jeladó, gyújtás változott. Ez található a 2001 utáni 1.8L Mazda MX-5-ben (NB-FL).

Teljesítmény 146Le 107kW.

A "Z" típus az utolsó verzió ebben a motorcsaládban.
Ausztráliai turbófeltöltős verzió teljesítménye 210 Le (157 kW) és 280 Nm a Mazda MX-5 SP-ben. Az Egyesült Államokban forgalmazott 2004–2005 Mazdaspeed MX-5 turbo BP-4W, nem BP-Z3.